# Narrowteuthis nesisi
Narrowteuthis nesisi R. E. Young & Vecchione, 2005 è una specie di cefalopode decapode, l'unica specie del genere Narrowteuthis  R. E. Young & Vecchione, 2005.

## Etimologia
Il nome del genere Narrowteuthis si riferisce all'aspetto stretto di questo calamaro e alla forma delle ventose compresse. L'epiteto della specie onora la memoria di Kir Nesis, esperto di calamari oceanici.

## Descrizione
N. nesisi è un calamaro che raggiunge una lunghezza del mantello di 10 cm. Gli esemplari di questa specie hanno braccia con due serie di ventose e clave tentacolare con quattro serie di ventose sull'estremità distale e dattilo e più di 10 serie di piccole ventose sulla parte prossimale. I fotofori sono assenti.

## Distribuzione e habitat
N. nesisi è originario dell'Oceano Atlantico nord-orientale, al largo delle Isole Canarie. È una specie batipelagica che si rinviene a profondità comprese tra 1750 e 2000 m.